# 常圓寺 (新宿区)
常圓寺（じょうえんじ、常円寺）は、東京都新宿区西新宿七丁目にある日蓮宗の寺院。山号は福聚山。旧本山は平賀本土寺。奠師法縁（奠統会）。創建年代は不詳。1585年（天正13年）頃、渋谷区幡ヶ谷近辺より青梅街道沿いの現在地に移されたと伝わる。常圓寺出身の僧には高僧が多く、日蓮宗の最高学府に当たる中村壇林の能下（学長に相当）などを輩出した。1945年（昭和20年）の戦災で諸堂、寺宝の多くを失ったが、順次復興した。

## 文化財
- 三宝諸尊 - 戦災を免れ本堂に安置。徳川光圀寄進と伝わる。
- 感応胎蔵の祖師像 - 11代将軍・徳川家斉の守護仏であったと伝わる。祖師堂に祀られている。
- 仏眼御書 - 日蓮真筆の書状断簡。旧伊予国西条藩主・松平家に秘蔵されていたが、2005年（平成17年）に常圓寺へ寄贈された。
- 便々館湖鯉鮒狂歌碑 - 新宿区指定史跡

1819年（文政2年）に建てられた、江戸時代中期の狂歌師、便々館湖鯉鮒（べんべんかんこりう）の狂歌を刻んだ碑。碑文は大田南畝の筆による。
- 江戸時代末期の旗本筒井政憲の墓 - 新宿区指定史跡

## 伽藍と関連施設
- 常圓寺日蓮仏教研究所

教学研鑚と僧風教育を目的に、常圓寺庫裏に隣接する旧信用組合ビル（常円寺第二ビル）を改修して2006年（平成18年）4月に開所された。各種研究会、定例会を行うほか、研究成果を、『日蓮仏教研究』にまとめ定期刊行している。
- 日蓮宗東京都西部宗務所

祖師堂ビルの4階には、東京西地域の日蓮宗の寺院、教会、結社160と僧侶約300人を管轄する「日蓮宗東京都西部宗務所（さいぶしゅうむしょ）」が置かれている。
- 辰野金吾・辰野隆・辰野保の墓[2]

東京駅や日本銀行本店などを設計した辰野金吾とその息子である隆と保の墓所。

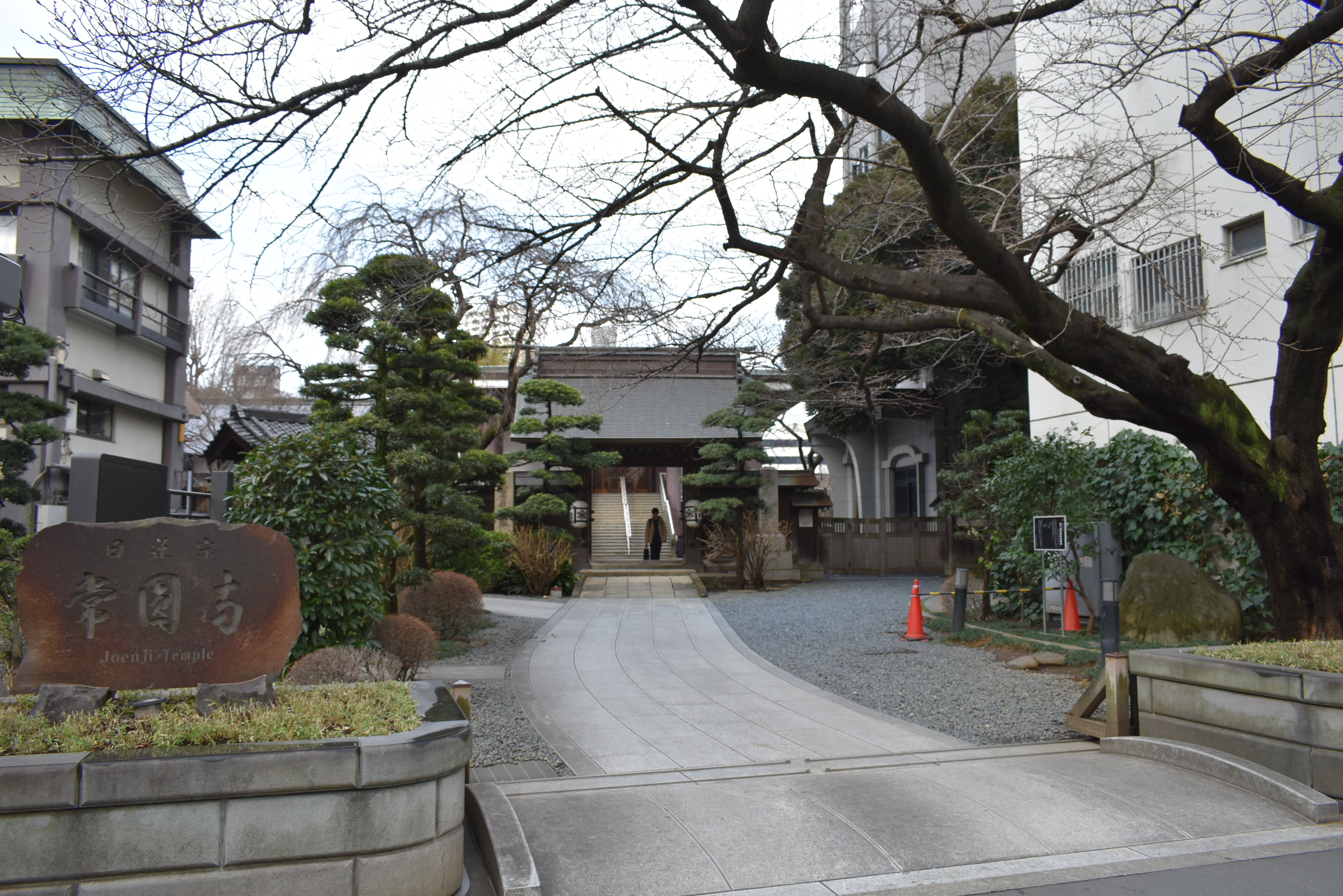
公道より参道を見る（2019年3月1日撮影）
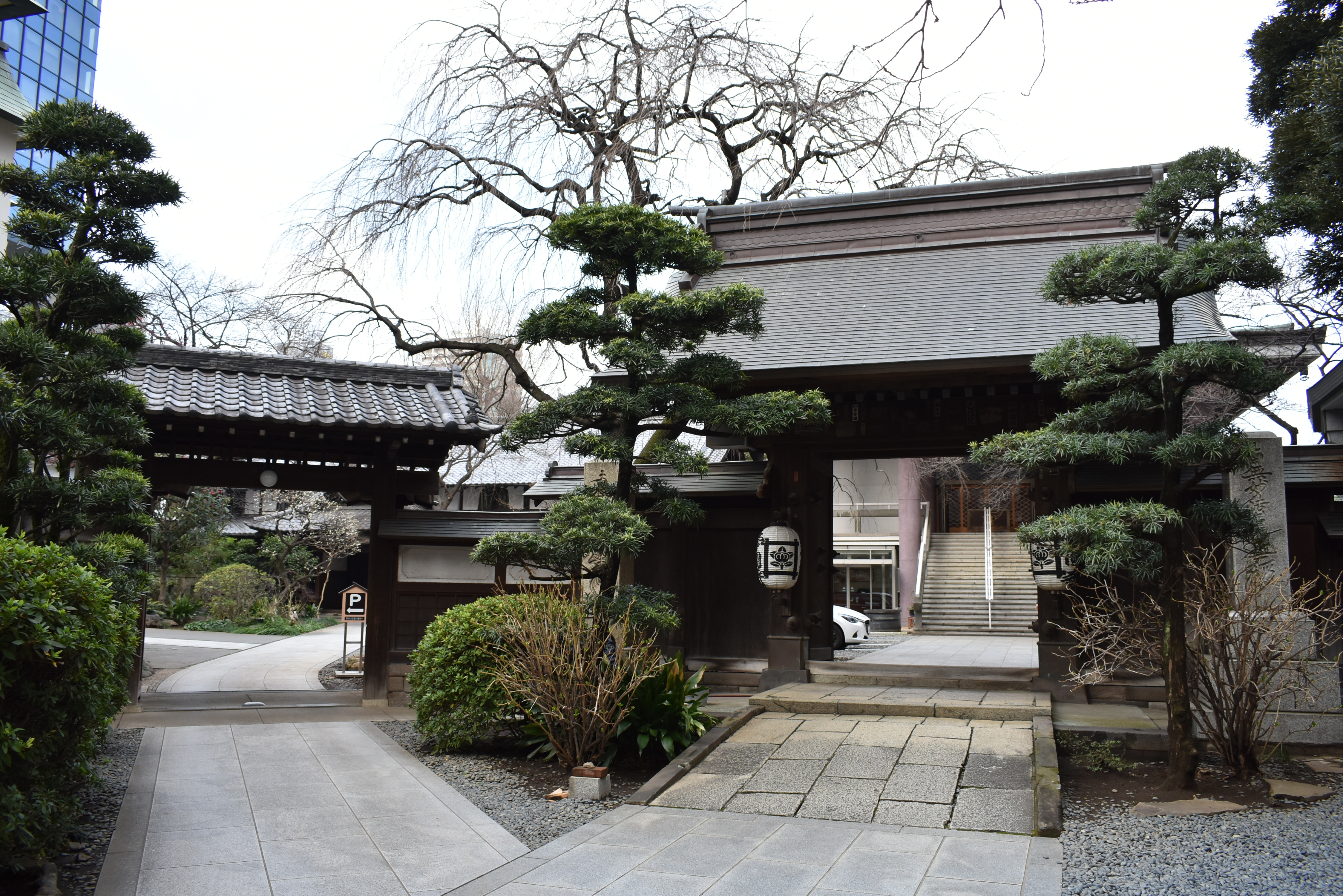
山門（2019年3月1日撮影）
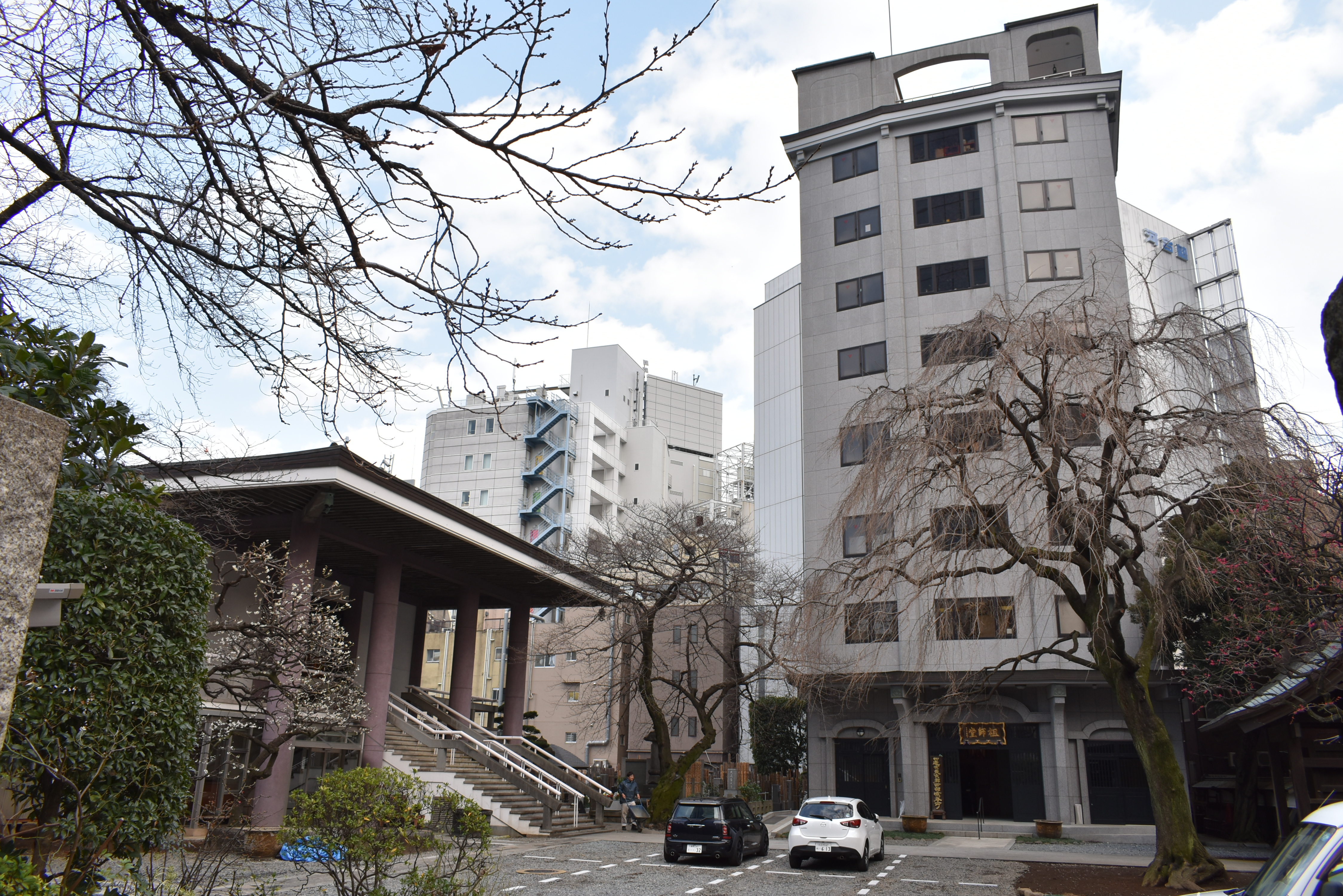
左側は本堂、右側は祖師堂（2019年3月1日撮影）

## 活動
- 教学を重視する基本姿勢を反映して、日蓮仏教研究所の活動のほかに、境内祖師堂ビル会議室や本堂ホール等を利用した日蓮遺文や法華経に関する公開講義や各種教室など多彩な催しが行なわれている。詳細は同寺公式サイト「お知らせ・行事」を参照のこと。
- 檀家墓地のほか、室内墓所、永代供養墓、樹木葬型合祀墓を構えている。
- ペット向けの墓所として、ペット納骨堂、ペット墓地も開設している。